# Grumman C-2
Die Grumman C-2 Greyhound ist ein zweimotoriges Transportflugzeug der US Navy, das für die Versorgung der Flugzeugträger auf See eingesetzt wird. Diese seeseitige Versorgung wird Carrier Onboard Delivery (COD) genannt.

## Entwicklung
Die C-2A „Greyhound“ wurde von der Grumman Aerospace Corporation aus der Grumman E-2C entwickelt, um die Grumman C-1 „Trader“ als Transportflugzeug für Carrier-Onboard-Delivery-Flüge (COD) zur Versorgung von Flugzeugträgern auf See zu ersetzen. Bei der Entwicklung wurden einige Rumpfteile sowie die Tragflächen und Triebwerke von der E-2C übernommen, als Neuerung gegenüber der E-2C bekam die C-2A eine zusätzliche Heckklappe mit Laderampe.
Die beiden Prototypen flogen im Jahr 1964, die Produktion begann 1965; im Jahr 1973 wurden die ersten C-2A-Einheiten einer Generalüberholung unterzogen, um ihre Lebensdauer zu verlängern.
Im Jahr 1984 wurde ein Vertrag über den Bau von 39 neuen Einheiten als Ersatz für die ältesten Exemplare abgeschlossen; aufgrund ihrer Ähnlichkeit zum Original werden diese Maschinen als Reproduced C-2A oder C-2A(R) bezeichnet, sie erhielten jedoch zahlreiche Verbesserungen, die beispielsweise den Rumpf und die Elektronik umfassten. Die alten Maschinen wurden bis 1987 vollständig ausgemustert, die letzte neue Maschine wurde 1990 in Dienst gestellt.

## Einsatzmöglichkeiten

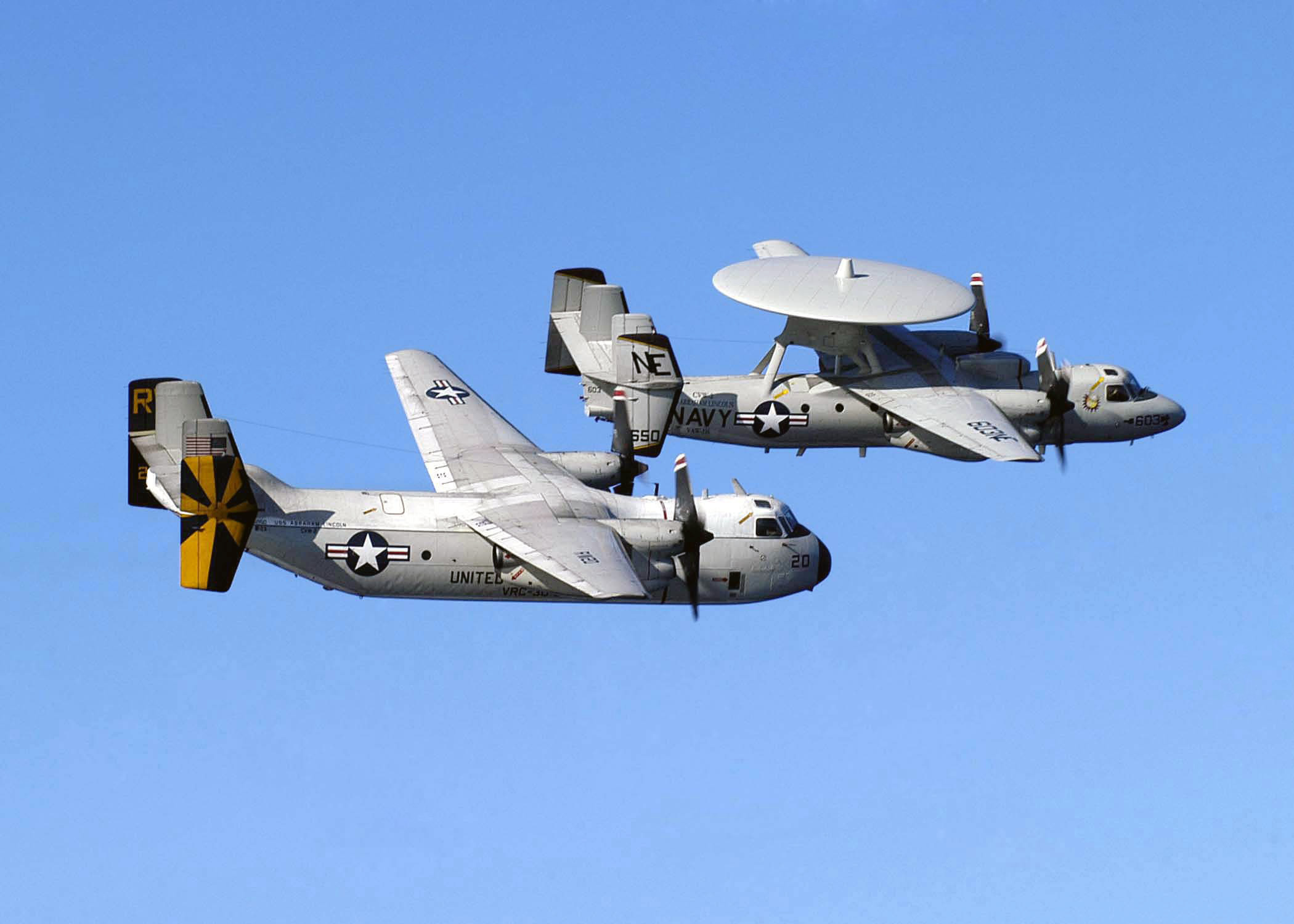
Vergleich E-2 und C-2

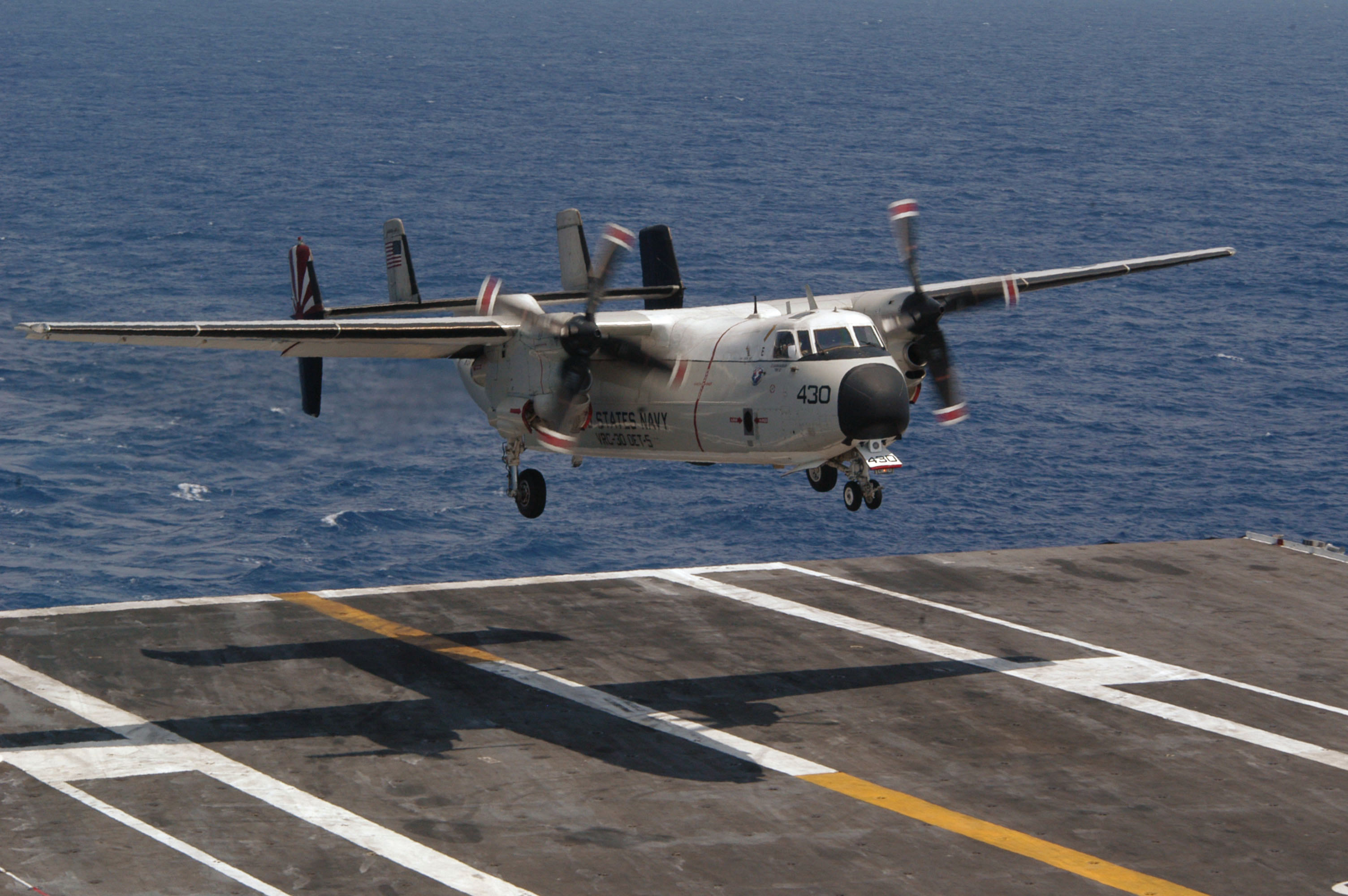
Eine C-2A landet auf der Kitty Hawk

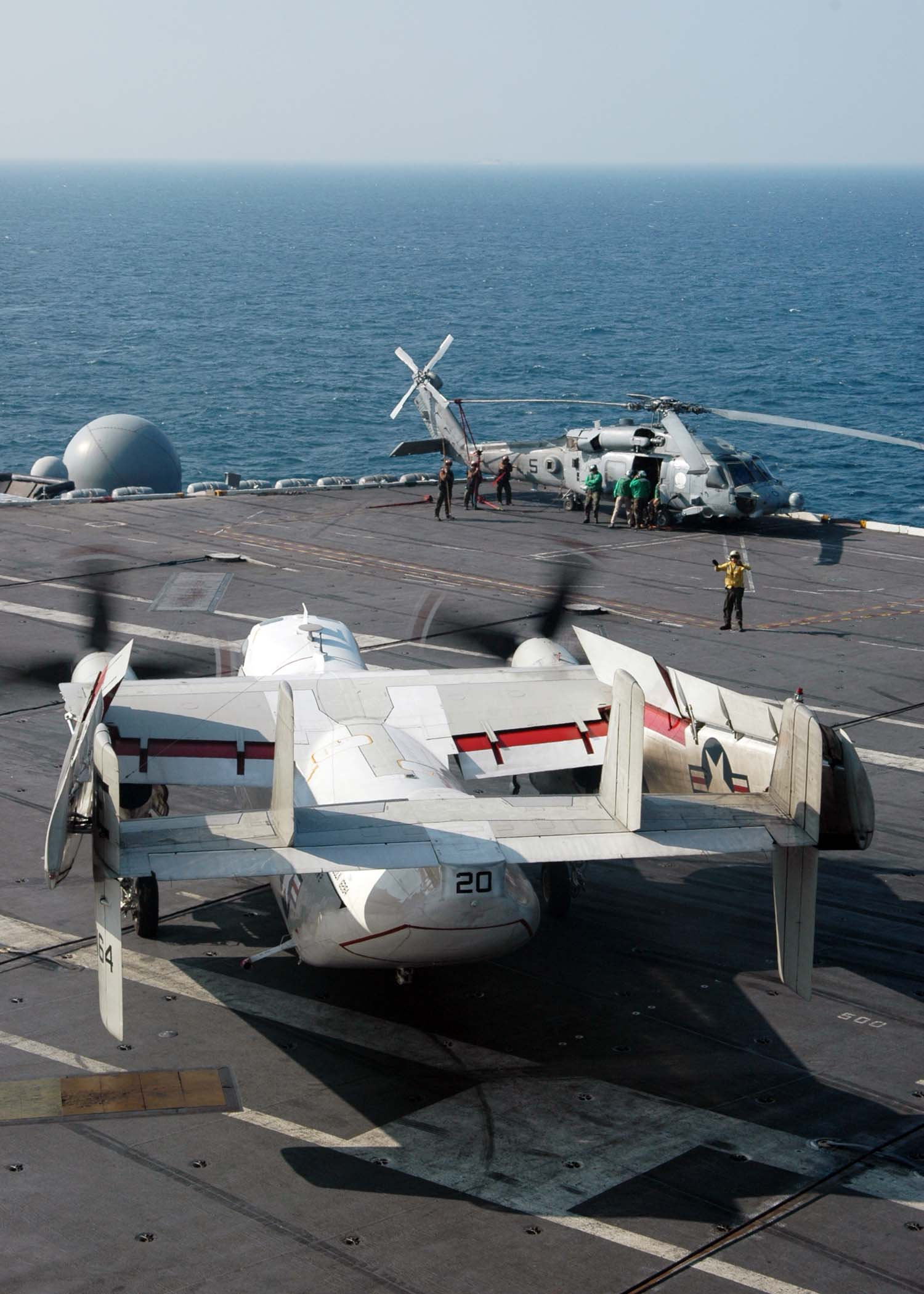
C-2A mit gefalteten Tragflächen

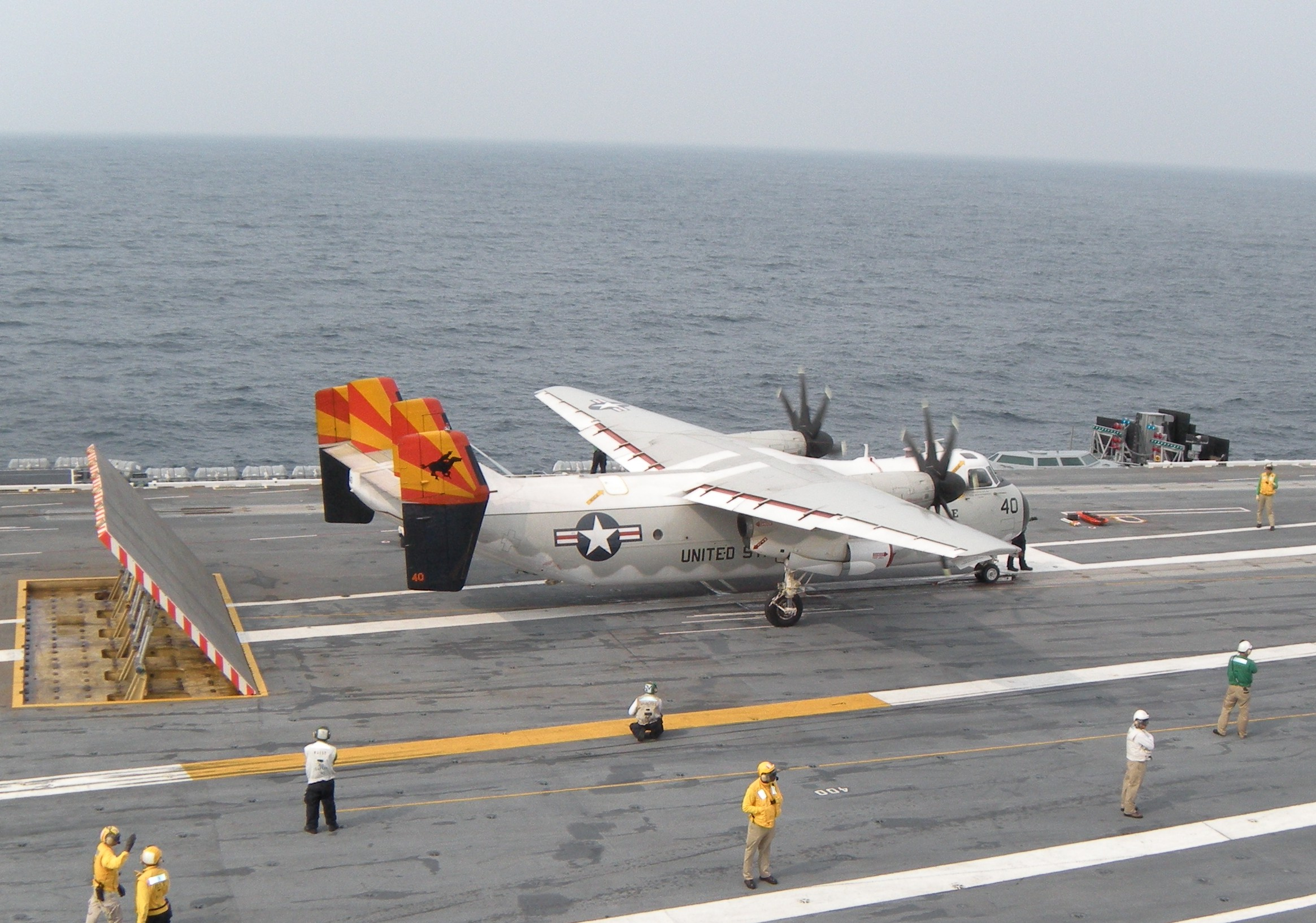
Eine modernisierte C-2A auf der Carl Vinson im Juli 2009

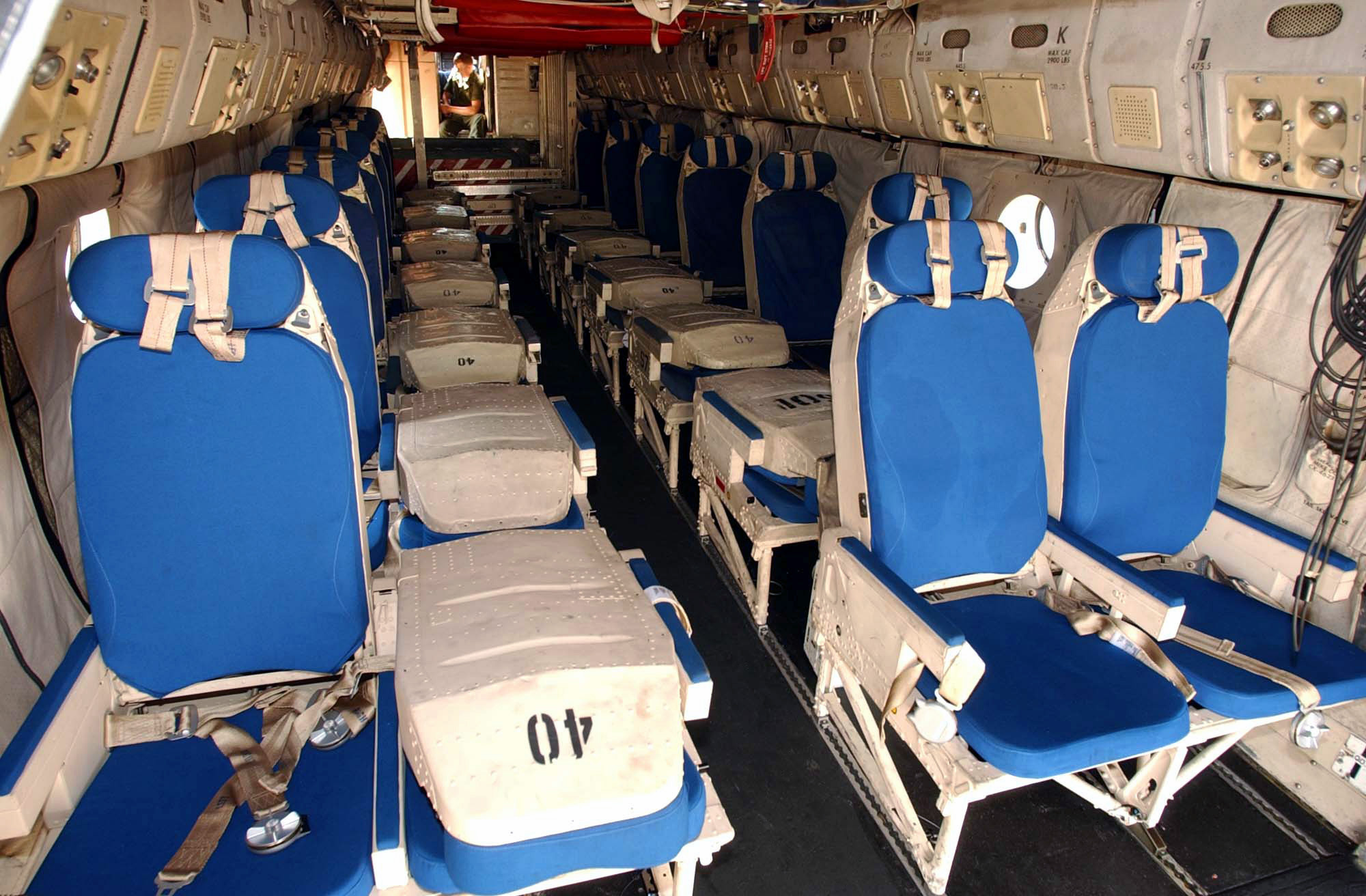
C-2A als Passagierflugzeug

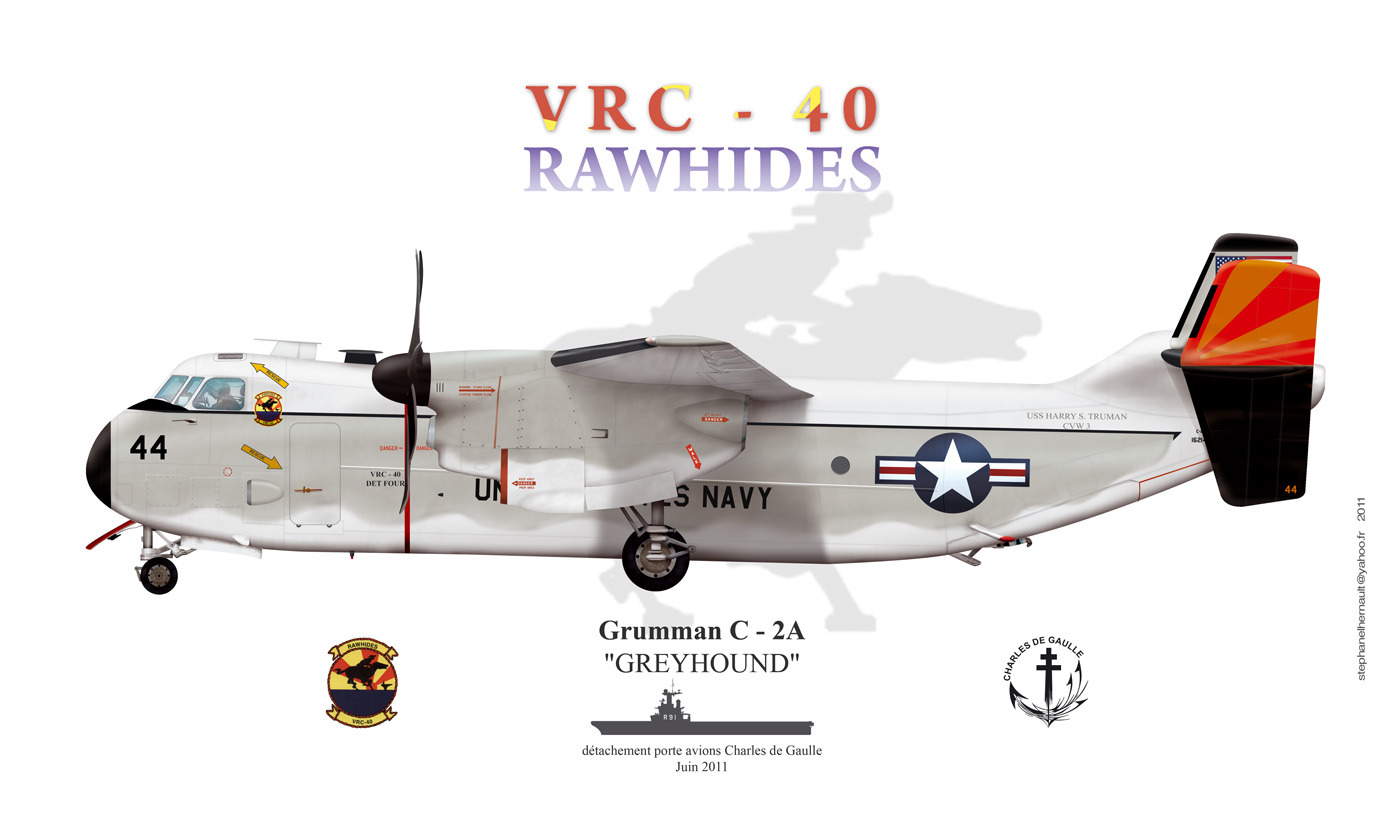
C-2A Greyhound VRC 40 „Rawhides“

Angetrieben durch zwei Allison-T56-Turboprop-Triebwerke kann die C-2A rund 4500 kg Last aufnehmen; entweder als Fracht, mit Passagieren oder beidem. Sie kann auch als einfaches Lazarett-Flugzeug ausgerüstet werden, um leicht verwundete Soldaten auszufliegen. Ebenso kann wichtige Fracht wie Ersatz-Triebwerke binnen weniger Stunden von Land zu den Kampfverbänden transportiert werden. Die große Frachtluke am Heck und eine große Frachttür in der Seite sowie die eingebauten Winden ermöglichen ein schnelles Be- und Entladen der Maschine. Weiterhin bietet die C-2A die Möglichkeit, Fracht aus der geöffneten Ladeluke abzuwerfen. Alles in allem kann die C-2A damit ein großes Spektrum von Einsatzmöglichkeiten abdecken. Weiterhin besitzt sie neben den beiklappbaren Tragflächen, die auf Flugzeugträgern unabdingbar sind, um die Standfläche der Maschine so gering wie möglich zu halten, ein Hilfstriebwerk zum Anlassen der Haupttriebwerke. So kann sie auch unabhängig von Flugplatzinfrastruktur eingesetzt werden.

## Einsatz
In der Zeitspanne vom November 1985 bis zum Februar 1987 leistete das VR-24-Transportgeschwader einen außergewöhnlichen Einsatz: es transportierte eine Million Tonnen Fracht, eine Million Briefe und 14.000 Passagiere zu den Einsatzorten im Mittelmeer und in Europa. Weiterhin leistete das Geschwader während der Operationen Desert Shield und Desert Storm sowie bei der Operation Enduring Freedom Unterstützung für die Flugzeugträgerverbände (Carrier Strike Groups, kurz CSG).
Die Einheiten durchlaufen während ihrer Einsatzzeit ein sogenanntes SLEP (Service Life Extension Program), um von derzeit geplanten 15.000 Landungen und 10.000 Flugstunden zu 36.000 Landungen und 15.000 Flugstunden befähigt zu werden. Die Modernisierungen betreffen die Zelle, die Elektronik und die Ausrüstung mit dem achtblättrigen „Navy Propeller 2000“ (NP-2000). Diese Maßnahmen sollen die C-2A bis zu ihrer Ablösung zu einem ökonomischen und wartungsfreundlichen Flugzeug machen. Nachfolgerin der Grumman C-2 wird ab 2020 die Bell-Boeing V-22 Osprey in der Variante CMV-22B.

## Produktion
Bauzahlen der Grumman C-2 Greyhound
| Version | 1966 | 1967 | 1985 | 1986 | 1987 | 1988 | 1989 | SUMME |
| ------- | ---- | ---- | ---- | ---- | ---- | ---- | ---- | ----- |
| C-2A    | 5    | 12   |      |      |      |      |      | 17    |
| C-2A(R) |      |      | 7    | 9    | 8    | 8    | 7    | 39    |
| SUMME   | 5    | 12   | 7    | 9    | 8    | 8    | 7    | 56    |

## Zwischenfälle
Beim Betrieb der C-2 kam es von 1965 bis November 2017 zu neun bekannt gewordenen Totalverlusten. Bei sechs davon wurden 59 Personen getötet. Drei dieser Unfälle ereigneten sich im Zusammenhang mit dem Vietnamkrieg. Beispiel:
- Am 22. November 2017 stürzte eine C-2A der United States Navy (Kennzeichen Bu 162175) in die Philippinensee. Die Maschine war auf dem Flug von der Marine Corps Air Station Iwakuni (Japan) zum Flugzeugträger Ronald Reagan. Von den elf Insassen konnten acht lebend geborgen werden; die anderen drei gelten als vermisst.[3]

## Technische Daten
| Kenngröße              | Daten |
| ---------------------- | --- |
| Typ                    | Trägergestütztes Transportflugzeug                                                                                    |
| Besatzung              | 4 |
| Passagiere             | 26–28 |
| Länge                  | 17,30 m |
| Spannweite             | 24,60 m |
| Höhe                   | 4,85 m |
| Flügelfläche           | 65 m² |
| Flügelstreckung        | 9,31 |
| Tragflächenbelastung   | - minimal (Leermasse): 236 kg/m² - nominal (normale Startmasse): 345 kg/m² - maximal (maximale Startmasse): 379 kg/m² |
| Leermasse              | 15.310 kg |
| Zuladung               | bis zu 9350 kg Transportlast                                                                                          |
| normale Startmasse     | 22.405 kg |
| max. Startmasse        | 24.655 kg |
| Treibstoffkapazität    | 6900 l |
| Höchstgeschwindigkeit  | 553 km/h |
| Marschgeschwindigkeit  | 465 km/h |
| Minimalgeschwindigkeit | 152 km/h |
| Dienstgipfelhöhe       | 10.210 m |
| Steigrate              | 13,3 m/s |
| Reichweite             | 2407 km |
| Triebwerke             | zwei Allison T56-A-425-Turboprops mit je 3400 kW                                                                      |